# Lemberan
Lemberan (ryska: Лемберан, azerbajdzjanska: Lənbəran) är en ort i Azerbajdzjan.   Den ligger i distriktet Bərdə Rayonu, i den centrala delen av landet, 220 km väster om huvudstaden Baku. Lemberan ligger 24 meter över havet och antalet invånare är 4 666.
Terrängen runt Lemberan är platt, och sluttar österut. Närmaste större samhälle är Quzanlı, 14,1 km sydväst om Lemberan.
Trakten runt Lemberan består till största delen av jordbruksmark. Runt Lemberan är det ganska tätbefolkat, med 62 invånare per kvadratkilometer.